# ビエノサウルス
ビエノサウルス（学名 : Bienosaurus、「卞（美年）のトカゲ」の意味）は、中国雲南省の前期ジュラ紀（おそらくシネムーリアン）に生息し、下禄豐層下部から発見された、装盾類の恐竜の疑問名の属。

## 発見と種

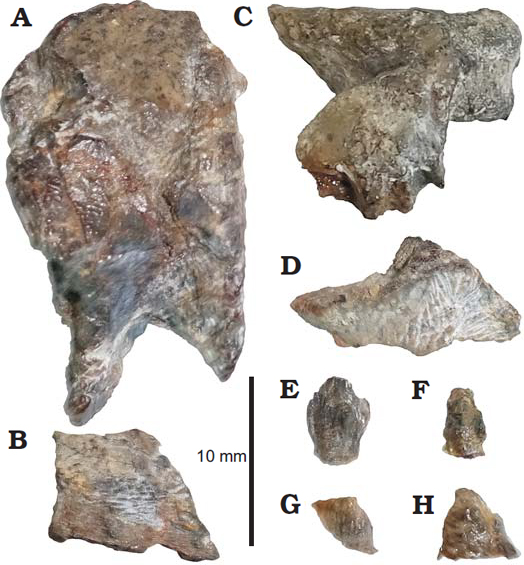
ホロタイプの頭蓋骨

1938年、卞美年（ピンインでは Bian Meinian だが、西洋ではより古い記法である Mei Nien Bien としても知られる）が、恐竜の頭蓋骨の断片を発見した。2001年、董枝明はこの標本を模式種ビエノサウルス・ルフェンゲンシス（Bienosaurus lufengensis）と命名し、記載した。属名は卞に敬意を表したもので、種小名は禄豐層を指す。
ビエノサウルスはホロタイプIVPP V15311（2001年には誤ってIVPP V 9612の番号が与えられた）に基づいて記載された。本属は、右下顎の一部といくつかの歯、頭蓋骨の断片から成る。

## 系統発生
2001年、董枝明によりビエノサウルスがスケリドサウルス科に分類され、これらは曲竜類の一部とされたが、後の出版物において装盾類の基盤的な位置に属すると示唆されている。2019年、研究でこの実態が確認され、ビエノサウルスは疑問名であり、おそらく同じ地層から産出したタティサウルスとシノニムである可能性があると結論づけられた。